# Damon Severson
Pour les articles homonymes, voir Severson.
Damon Severson (né le 7 août 1994 à Brandon, dans le Manitoba au Canada) est un joueur professionnel canadien de hockey sur glace.

## Biographie

### En club
Après avoir commencé dans les ligues mineures de la Saskatchewan, Damon Severson rejoint en fin de saison 2009-2010 les Rockets de Kelowna en LHOu. Il est repêché à la 60e position du repêchage d'entrée dans la LNH 2012 par les Devils du New Jersey. Il joue ses deux premiers matchs professionnels en fin de saison 2012-2013 avec les Devils d'Albany en Ligue américaine de hockey. Il retourne cependant à Kelowna pour la saison 2013-2014. Il réalise une très bonne saison et se voit ouvrir les portes de la LNH pour la saison 2014-2015 avec les Devils du New Jersey.
Le 9 octobre 2014, il joue son premier match dans la LNH face aux Flyers de Philadelphie. Il n'attendra que deux jours pour inscrire son premier point, une assistance sur un but en supériorité numérique de Mike Cammalleri face aux Panthers de la Floride. Son premier but en carrière interviendra six minutes plus tard, à quelques secondes du terme de la première période.
Juste après avoir signé un contrat de 50 millions $ pour 8 ans, les Devils l'échangent aux Blue Jackets de Columbus le 9 juin 2023. En retour, les Devils reçoivent un choix de 3e ronde (80e choix au total) lors du repêchage en 2023.

## Statistiques

### En club
| Saison     | Équipe                   | Ligue      |     | Saison régulière | Saison régulière | Saison régulière | Saison régulière | Saison régulière |   | Séries éliminatoires | Séries éliminatoires | Séries éliminatoires | Séries éliminatoires | Séries éliminatoires |
| Saison     | Équipe                   | Ligue      | PJ  | B                | A                | Pts              | Pun              | PJ               | B | A                    | Pts                  | Pun                  |                      |                      |
| 2009-2010  | Rockets de Kelowna       | LHOu       | 5   | 0                | 0                | 0                | 0                | -                | - | -                    | -                    | -                    |                      |                      |
| 2010-2011  | Rockets de Kelowna       | LHOu       | 64  | 4                | 13               | 17               | 53               | 10               | 2 | 0                    | 2                    | 13                   |                      |                      |
| 2011-2012  | Rockets de Kelowna       | LHOu       | 56  | 7                | 30               | 37               | 80               | 4                | 2 | 0                    | 2                    | 2                    |                      |                      |
| 2012-2013  | Rockets de Kelowna       | LHOu       | 71  | 10               | 42               | 52               | 74               | 11               | 1 | 9                    | 10                   | 18                   |                      |                      |
| 2012-2013  | Devils d'Albany          | LAH        | 2   | 0                | 2                | 2                | 0                | -                | - | -                    | -                    | -                    |                      |                      |
| 2013-2014  | Rockets de Kelowna       | LHOu       | 64  | 15               | 46               | 61               | 63               | 14               | 4 | 14                   | 18                   | 18                   |                      |                      |
| 2014-2015  | Devils du New Jersey     | LNH        | 51  | 5                | 12               | 17               | 22               | -                | - | -                    | -                    | -                    |                      |                      |
| 2015-2016  | Devils du New Jersey     | LNH        | 72  | 1                | 20               | 21               | 32               | -                | - | -                    | -                    | -                    |                      |                      |
| 2015-2016  | Devils d'Albany          | LAH        | 3   | 0                | 1                | 1                | 9                | 11               | 0 | 8                    | 8                    | 14                   |                      |                      |
| 2016-2017  | Devils du New Jersey     | LNH        | 80  | 3                | 28               | 31               | 58               | -                | - | -                    | -                    | -                    |                      |                      |
| 2017-2018  | Devils du New Jersey     | LNH        | 76  | 9                | 15               | 24               | 42               | 4                | 0 | 0                    | 0                    | 12                   |                      |                      |
| 2018-2019  | Devils du New Jersey     | LNH        | 82  | 11               | 28               | 39               | 58               | -                | - | -                    | -                    | -                    |                      |                      |
| 2019-2020  | Devils du New Jersey     | LNH        | 69  | 8                | 23               | 31               | 52               | -                | - | -                    | -                    | -                    |                      |                      |
| 2020-2021  | Devils du New Jersey     | LNH        | 56  | 3                | 18               | 21               | 29               | -                | - | -                    | -                    | -                    |                      |                      |
| 2021-2022  | Devils du New Jersey     | LNH        | 80  | 11               | 35               | 46               | 57               | -                | - | -                    | -                    | -                    |                      |                      |
| 2022-2023  | Devils du New Jersey     | LNH        | 81  | 7                | 26               | 33               | 38               | 12               | 1 | 2                    | 3                    | 6                    |                      |                      |
| 2023-2024  | Blue Jackets de Columbus | LNH        | 67  | 9                | 19               | 28               | 51               | -                | - | -                    | -                    | -                    |                      |                      |
| Totaux LNH | Totaux LNH               | Totaux LNH | 714 | 67               | 224              | 291              | 439              | 16               | 1 | 2                    | 3                    | 18                   |                      |                      |

### En équipe nationale
| Année | Équipe          | Compétition                      |    | PJ | B | A | Pts | Pun | +/-                |  | Résultat |
| 2011  | Canada Ouest    | Défi mondial des moins de 17 ans | 5  | 0  | 2 | 2 | 4   |     |                    |  |          |
| 2012  | Canada - 18 ans | Championnat du monde - 18 ans    | 7  | 0  | 2 | 2 | 8   | +7  | Médaille de bronze |  |          |
| 2019  | Canada          | Championnat du monde             | 10 | 1  | 5 | 6 | 16  | +11 | Médaille d'argent  |  |          |
| 2022  | Canada          | Championnat du monde             | 10 | 2  | 6 | 8 | 4   | +9  | Médaille d'argent  |  |          |
| 2024  | Canada          | Championnat du monde             | 10 | 0  | 2 | 2 | 6   | +1  | 4e place           |  |          |